# وارنر ۸۷۳۴
سیارک ۸۷۳۴ (به انگلیسی: 8734 Warner، نامگذاری:1997AA) هشت هزار و هفتصد و سی و چهارمین سیارک کشف شده‌است که در ۱ ژانویه ۱۹۹۷ کشف شد.
قدر مطلق سیارک برابر ۱۳٫۶۰ است.